# Istrău, Satu Mare
Istrău este un sat în comuna Moftin din județul Satu Mare, Transilvania, România.

## Istorie
Pe 8 septembrie 1937 episcopul Valeriu Traian Frențiu a sfințit biserica și școala din Istrău.

## Personalități
- Ioan Sabo (1836-1911), episcop de Gherla